# Юй (гексаграма)
Юй (кит.: 豫; піньїнь: yù; кор. 예, йо; яп. よ, йо) — гексаграма, один з шістдесяти чотирьох знаків, які використовуються у традиційному китайському ворожінні. На письмі передається як 
Утворена двома триграмами:
- чжень 震 ("Грім"), яка записується двома пунктирними рисками, що символізують темну енергію інь, та однією суцільною рискою, що символізує світлу енергію ян.
- кунь 坤 ("Земля"), яка записується трьома пунктирними рисками, що символізують темну енергію інь.

Ім'я гексаграми — 雷地豫, léidìyù, лейдіюй. 
- Символізує грім та землю.
- Порядковий номер 16.

## Тлумачення
|              |  |                                                |
| 利建侯行師。 |  | Корисно для призначення князів та руху військ. |

|                  |  |                                                          |
| 初六：鳴豫，凶。 |  | Початкова шістка. Вираз безтурботності; нещасливий знак. |

|                              |  |                                                                                      |
| 六二：介于石，不終日，貞吉。 |  | Шістка друга. Будь міцним як камінь, але на до кінця дня; Твердість — щасливий знак. |

|                           |  |                                                                                    |
| 六三：盱豫，悔。 遲有悔。 |  | Шістка третя. Позіхатимеш в безтурботності — буде жаль. Запізнешся — жалкуватимеш. |

|                                     |  | |
| 九四：由豫，大有得。勿疑。 朋盍簪。 |  | Дев'ятка четверта. Спричинене безтурботністю. Великий матиме досягнення. Не сумнівайся, друзі швидко зберуться. |

|                      |  |                                                                    |
| 六五：貞疾，恆不死。 |  | Шістка п'ята. Будеш твердим — захворієш, довго, але не смертельно. |

|                            |  |                                                                                                |
| 上六：冥豫，成有渝，無咎。 |  | Шістка п'ята. Затемнення безтурботністю. Те, що робиш, є мінливим, тому неприємностей не буде. |